# La Vie en rose (film, 1938)
Pour les articles homonymes, voir La Vie en rose (homonymie).
Pour plus de détails, voir Fiche technique et Distribution.
La Vie en rose (titre original : Just Around the Corner) est un film américain en noir et blanc réalisé par Irving Cummings, sorti en 1938. 
C'est le 39e film de Shirley Temple, alors âgée de dix ans.

## Synopsis
La petite Penny Hale quitte son pensionnat pour retrouver son père, Jeff Hale, un architecte habitant le penthouse d'une résidence de New York. Mais elle découvre en arrivant dans l'appartement, qu'il est occupé par une autre famille car son père, ruiné est devenu électricien et habite désormais le sous-sol. Ayant changé de statut dans l'immeuble, Penny est plusieurs fois réprimandée le concierge, puis se lie d'amitié avec Milton Ramsby, le jeune fils de la famille qui habite désormais dans le penthouse. 
Les problèmes financiers de Jeff Hale ont pour origine l'arrêt d'un projet de construction d'une tour. Il est en conflit avec Samuel G. Henshaw, l'investisseur qui finançait la construction, mais aussi amoureux de sa nièce, Lola Ramsby. Tentant d'expliquer à sa petite fille la situation économique, il lui montre dans un journal, une caricature représentant l'Oncle Sam (l'Amérique), tiraillé par des quémandeurs. Peu après, la fillette, voyant devant la porte d'entrée de l'immeuble, Samuel G. Henshaw assailli par des journalistes, le prend pour l'oncle Sam décrit dans le journal. 
Samuel G. Henshaw, informé par sa nièce de sa décision d'épouser Jeff Hale, décide de l'éloigner en lui faisant proposer un contrat de deux ans à Bornéo. Parallèlement, Penny Hale organise un gala au profit de l'oncle Sam.

## Fiche technique
- Réalisation : Irving Cummings, assisté de Robert D. Webb (non crédité)
- Scénario : Paul Girard Smith et Ethel Hill, d'après le roman Lucky Penny de Paul Gerard Smith.
- Photographie : Arthur C. Miller
- Montage : Walter Thompson
- Musique : Harold Spina (en)
- Producteur : Darryl F. Zanuck, David Hempstead (en)
- Société de production et de distribution : 20th Century Fox
- Pays de production :  États-Unis
- Langue originale : anglais américain
- Format : noir et blanc — 35 mm — 1,37:1 — son : mono (Western Electric Mirrophonic Recording)
- Genre : film musical, comédie dramatique
- Durée : 70 minutes
- Dates de sortie :
  - États-Unis : 11 novembre 1938
  - France : 25 janvier 1939

## Distribution
- Shirley Temple : Penny Hale
- Joan Davis : Kitty
- Charles Farrell : Jeff Hale
- Amanda Duff : Lola Ramsby
- Bill Robinson : le caporal Jones
- Bert Lahr : Gus
- Franklin Pangborn : Waters
- Cora Witherspoon : tante Julia Ramsby
- Claude Gillingwater : Samuel G. Henshaw
- Benny Bartlett : Milton Ramsby

Acteurs non crédités
- Mary Forbes : Miss Vincent
- Harold Goodwin : reporter

## Autour du film
- Au début du film, on entend un morceau instrumental lorsque Shirley descend l'escalier du pensionnat. Le morceau n'est autre que On the Good Ship Lollipoptiré du film Shirley aviatrice (1934).